# Hassan Jumaa Awad Al Assadi
Pour les articles homonymes, voir Awad et Al Assadi.
Hassan Jumaa Awad Al Assadi  est un dirigeant syndical irakien.
Il est leader du puissant Syndicat général des travailleurs du pétrole en Irak, et secrétaire général du Syndicat des ouvriers du pétrole de la compagnie du sud, qui compte 23 000 membres dans la région de Bassorah. Il est également actif dans le soutien aux enfants sourds. Connu pour ses convictions religieuses, il a créé la surprise en rejoignant le Congrès des libertés en Irak, qui défend un programme laïque.